# Isidiella divitella
Isidiella divitella is een vlinder uit de familie prachtmotten (Cosmopterigidae). De wetenschappelijke naam is voor het eerst geldig gepubliceerd in 1885 door Constant.
De soort komt voor in Europa.